# Tête de Jeanne Hébuterne vers la droite
Tête de Jeanne Hébuterne vers la droite est une peinture à l'huile sur toile de 46 × 29 cm réalisée en 1918 par le peintre italien Amedeo Modigliani. 
Elle fait partie d'une collection parisienne privée. 
Le sujet représenté est l'artiste peintre Jeanne Hébuterne, dernière compagne de Modigliani, avec laquelle il entretient une relation sentimentale intense jusqu'à la fin de sa vie, au point qu'elle se suicide deux jours après sa mort à l'âge de 21 ans. 

## Analyse
Cette œuvre, représentant le dernier amour du peintre, est à relier à deux autres toiles du même format, deux autres portraits de Jeanne Hébuterne ; l'un, de face et le second, de profil, dans l'idée de former un « triptyque idéal » de sa muse.  
L'artiste, pour l'une des premières fois, paraît chercher dans le détail la complexité des traits du visage de son modèle, non seulement dans cette toile, mais aussi dans les deux autres, dont les traits sont tout autant travaillés.  
La longueur des caractéristiques faciale est frappante : le cou est presque aussi long que le visage de Jeanne dans le portrait de face. Le maître italien semble revenir en un sens à la passion qu'il a pour la sculpture (qu'il ne peut plus se permettre de faire). En effet, Modigliani travaille le portrait dans son espace, l'œuvre apparaît en trois dimensions au yeux du spectateur.  

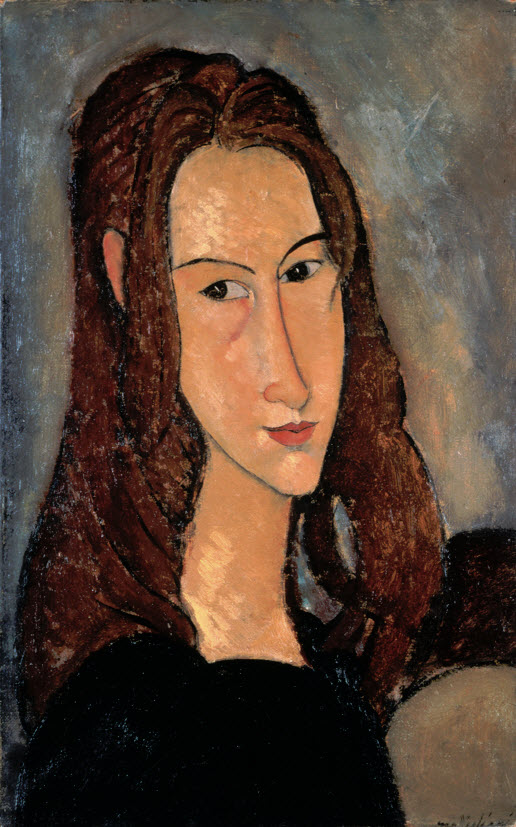
Tête de Jeanne Hébuterne vers la droite
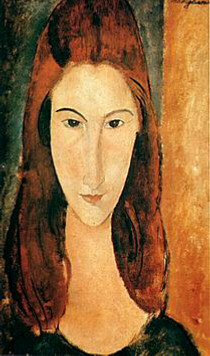
Tête de Jeanne Hébuterne de face
Tête de Jeanne Hébuterne de profil

L'artiste ajoute, chose étonnante dans cette période de son œuvre, des pupilles aux yeux sa compagne, lui confèrant un aspect humain. Le rendu semble toutefois être une sublimation de la personne de Jeanne Hébuterne. 
Certains critiques ont avancé que la personne représentée sur ces toiles pouvait ne pas être la dernière compagne de l'artiste. En effet, contrairement aux yeux de Jeanne, ceux du sujet ne sont pas bleus. Fabio Belloni affirme quant à lui voir Hébuterne, tant « les traits somatiques des trois figures coïncident parfaitement avec ceux de Jeanne ». Ce changement de couleur s'exprime selon lui par une « licence expressive [...] toutefois surprenante».  
Belloni rapproche ces toiles du Triple portrait de Charles Ier, De Antoine van Dyck, lui même inspiré par L'Orfèvre au trois visages de Lorenzo Lotto.  

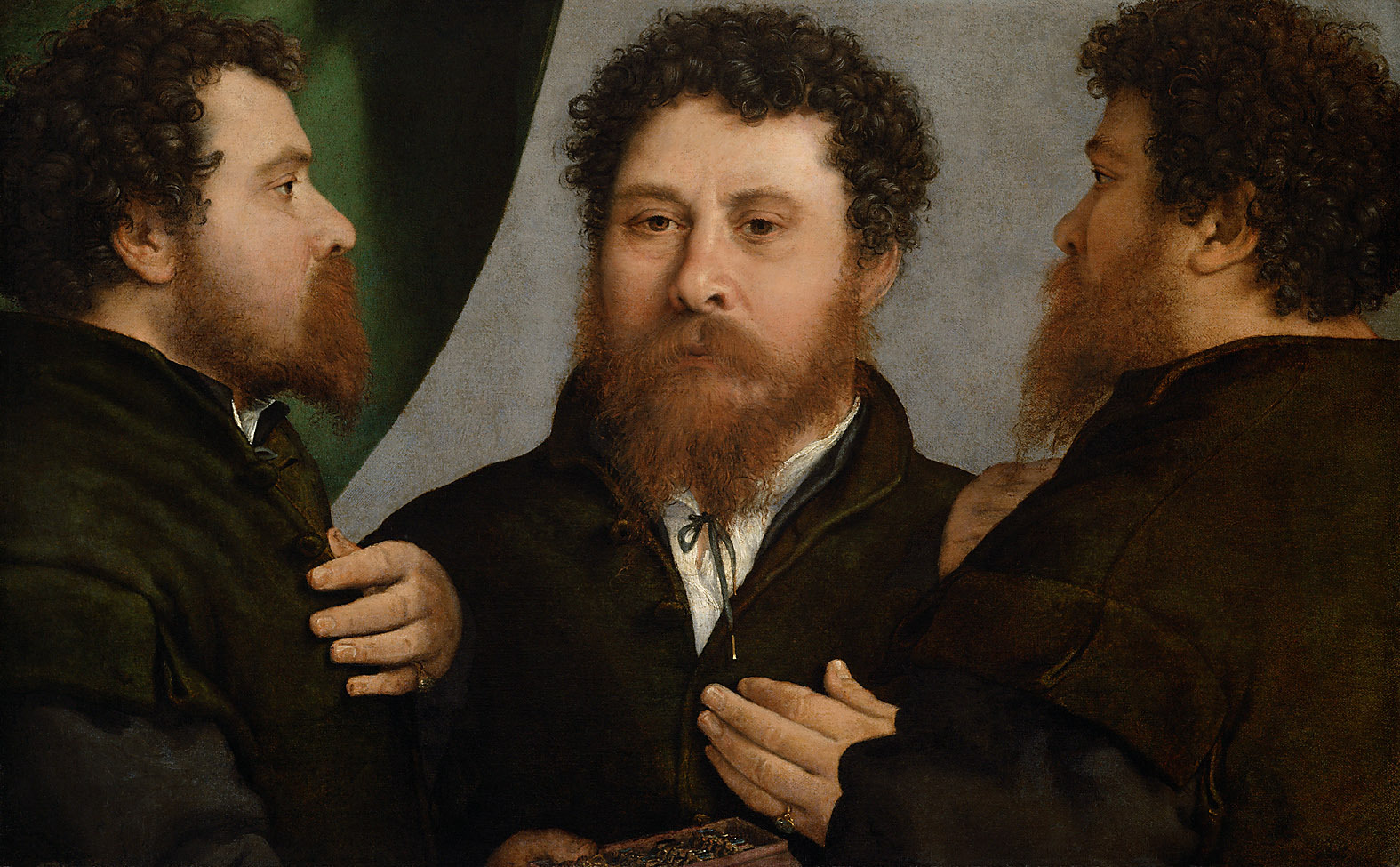
L'Orfèvre au trois visages de Lorenzo Lotto.
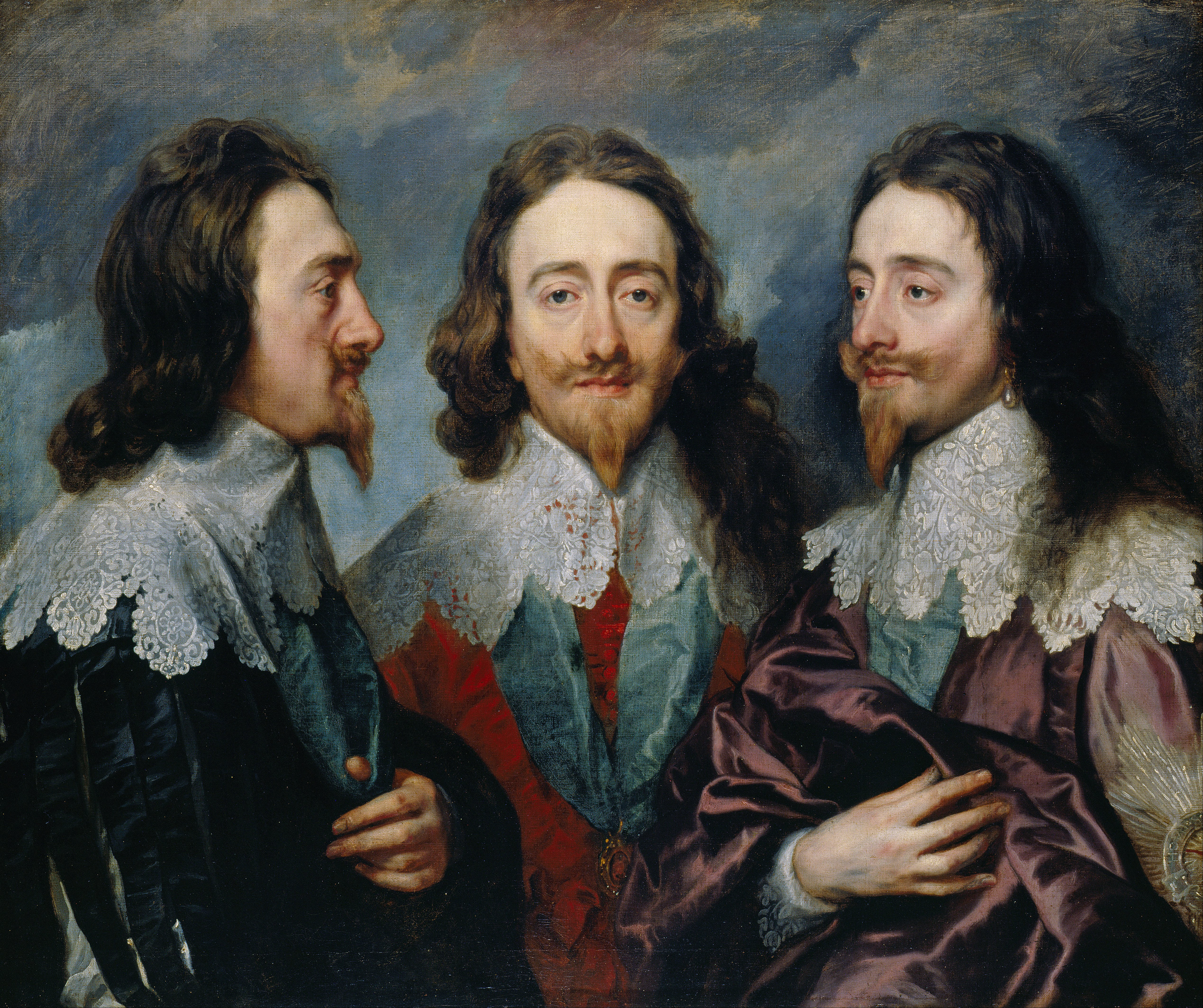
Triple portrait de Charles Ier d'Angleterre, Antoine Van Dyck.